# Blaesoxipha riograndensis
Blaesoxipha riograndensis är en tvåvingeart som beskrevs av Guilherme A.M.Lopes 1991. Blaesoxipha riograndensis ingår i släktet Blaesoxipha och familjen köttflugor. Inga underarter finns listade i Catalogue of Life.